# Конструктивизм в архитектуре Киева
Киевский конструктивизм — одно из направлений развития архитектуры Киева в 1920-х — 1930-х годах. В этот период в городе возведен ряд промышленных, общественных и жилых домов в авангардном стиле — конструктивизме.
Хотя в Киеве не сформировались конструктивистские ансамбли, такие как Госпром в Харькове, отдельные сооружения заметно выделялись своими стилистическими особенностями. В то же время подавляющее большинство сохранившихся памятников искажены позднейшими реконструкциями, вследствие которых они утратили свой первоначальный вид.

## Развитие конструктивистской архитектуры

### Конструктивизм

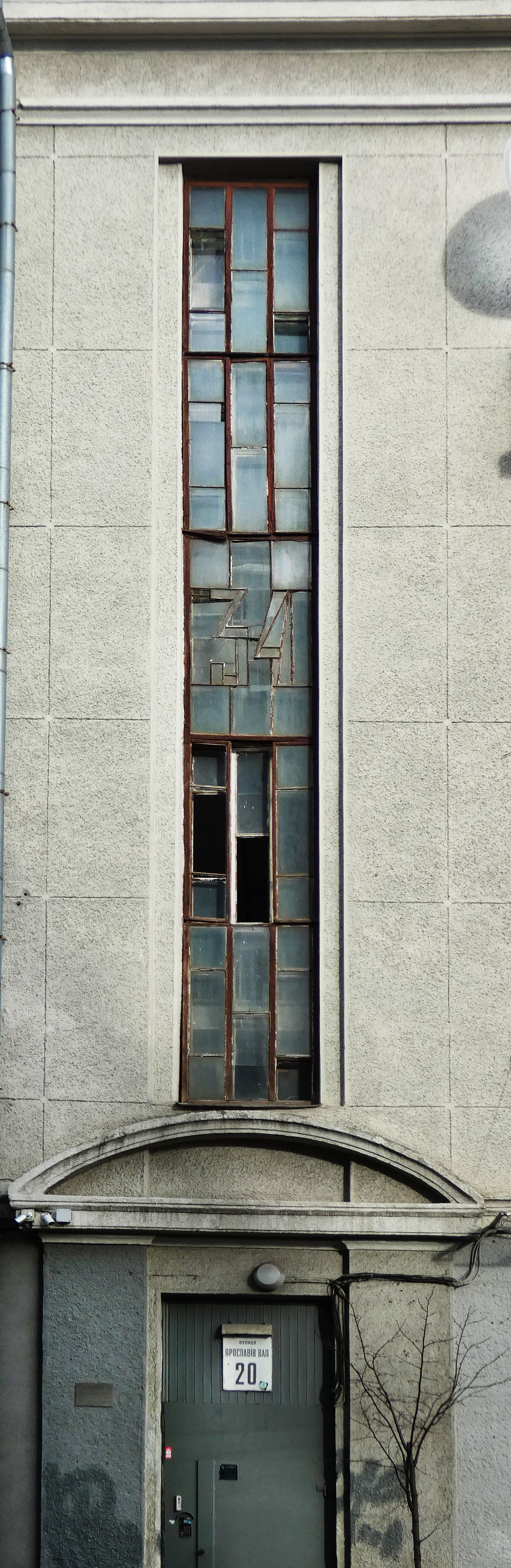
Вертикаль сплошь застекленной лестничной клетки в постконструктивистской версии

С окончательной установкой советской власти большевики начали воплощать в жизнь свои социально-экономические эксперименты. Предпочтение отдавалось восстановлению промышленности, разрушенной революционными событиями и войной в 1917—1921 годах. В то же время приток в города рабочих вызвал острый жилищный кризис. Национализация или муниципализация частных домов не решила проблему. Необходимо было немедленно начать массовое жилищное строительство.
К делу привлекли архитекторов-конструктивистов, исповедовавших левую идеологию. В стремлении большевиков разрушить старый свет они увидели возможность реализовать свои идеи. Конструктивисты призвали переосмыслить функции зданий и подчинить искусство производству. Они также предложили удешевить строительство. Этому способствовало изобретение новых строительных материалов, прежде всего железобетона. Архитекторы отказались от излишнего декорирования. Пропагандировали материальный аскетизм, простоту и функциональность в архитектуре. Выразительность сооружений достигали путем экспериментов и поисков новых архитектурных способов.
Авангардная архитектура — мировое явление. На Западе существовали такие новаторские движения, как «баухаус», интернациональный стиль. Имела распространение в Советском Союзе (в том числе и на Украине), Германии, Нидерландах, Франции, США и других странах.
Ле Корбюзье предложил пять принципов авангардного строительства: опоры-столбы вместо стен, свободная планировка, свободное оформление фасада, удлиненные окна, плоская крыша в форме террасы. Эти и другие особенности имеют конструктивистские дома Киева.
Термин «конструктивизм» предложил один из самых радикальных идеологов этого направления Алексей Ган. В СССР новаторское архитектурное движение сформировали братья Александр и Виктор Веснины, Моисей Гинзбург и другие. Они создали общественную организацию Объединение современных архитекторов, филиалы которой действовали в Киеве, Одессе и Харькове. В 1927—1932 годах по проекту Виктора Веснина построен комплекс Днепрогэса в стилистике конструктивизма.

### Постконструктивизм

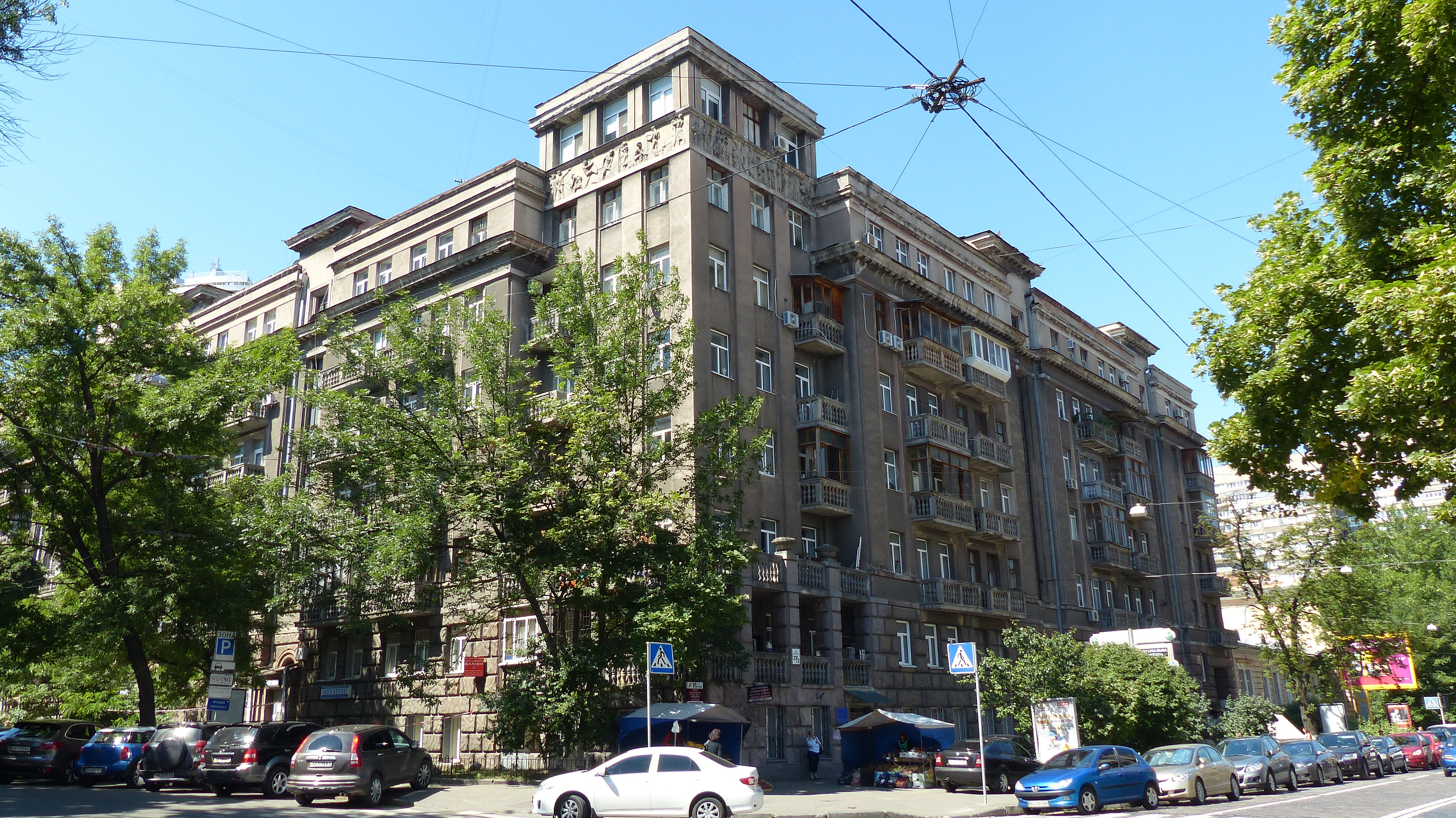
Пример трансформации конструктивистских подходов предыдущей эпохи в сталинский неоклацисизм, 1938 год, дом на улице Пирогова 2 в Киеве

В начале 1930-х годов развернулась дискуссия относительно поворота к «классическому наследию». Итоги подвело постановление совета строительства Дворца Советов при президиуме ЦИК СССР от 28 февраля 1932 года. Рационалистическая архитектура отказалась от аскетизма. Внимание теперь уделялось не только функциональной целесообразности, но и декорированию зданий.
Снова вернулись классические формы: ордер, колонны, пилоны, арка, карниз, цоколь.
Переходный этап, стиль которого назвали постконструктивизмом, продолжался в течение 1932—1936 годов. После него в советской архитектуре окончательно отказались от динамично-авангардного конструктивизма в пользу застывшего ретроспективизма имперского неоклассицизма, который тогда официально назывался соцреализмом.
Наследие постконструктивизма более распространено, чем наследие конструктивизма. Ярче всего этот стиль проявились в архитектуре ведомственных домов.

### «Закругленный стиль»
Советские архитекторы заимствовали новаторские идеи западной архитектуры. В конструктивистских и постконструктивистских строениях широко использовали элементы стиля «Новой вещественности» и «закругленного стиля» немецкого архитектора Эриха Мендельсона. В Киеве на протяжении 1928—1936 годов возведено несколько домов с закругленными кражами и углами: «Дом врача» (1928), детский сад «Арсенала» на Институтской улице, 28 (1929—1930), клуб «Металлист» (1931—1934), «Дом ИТР» (1934—1935), главный корпус Института клинической физиологии (1936), «Дом комитета резервов» на Ярославовом Валу, 20 (1934) и др.

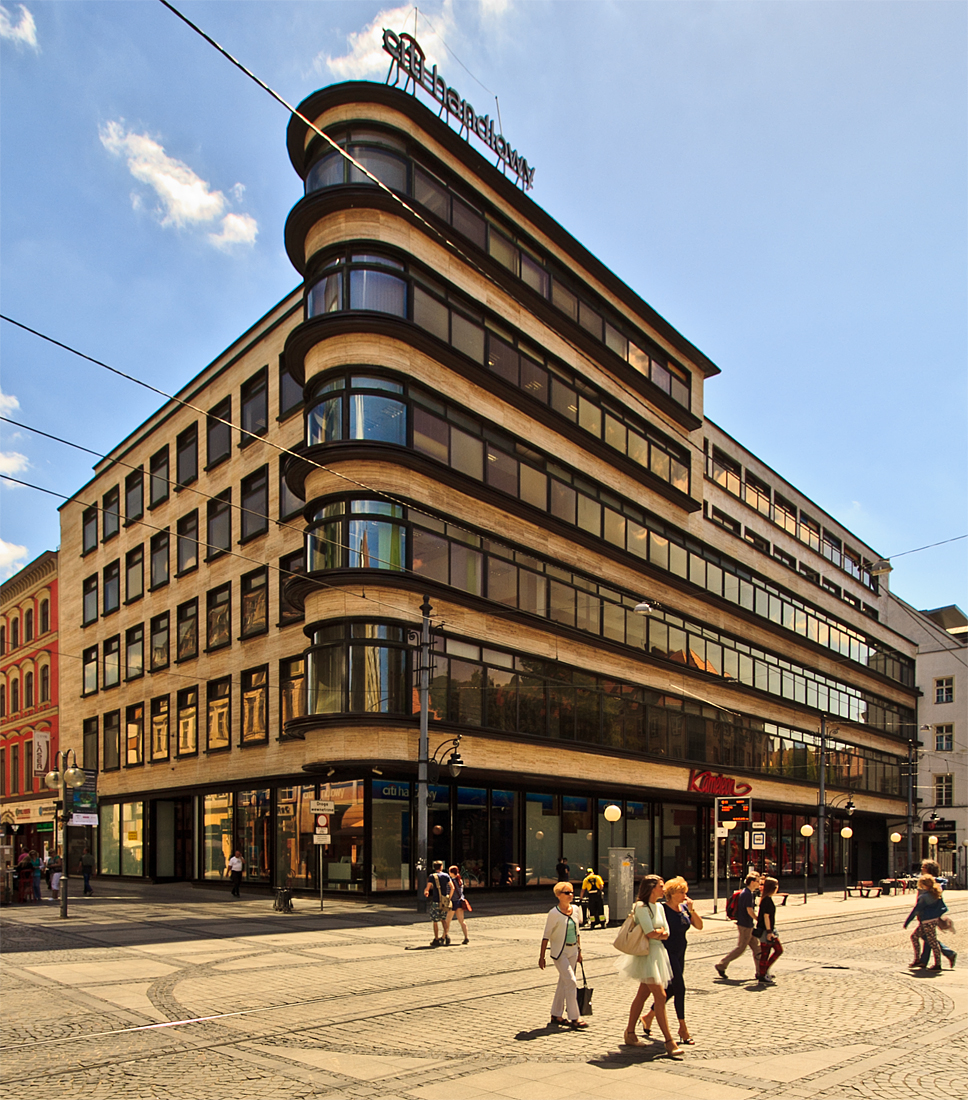
Заимствование новаторских идей. Универмаг во Вроцлаве (Эрих Мендельсон)
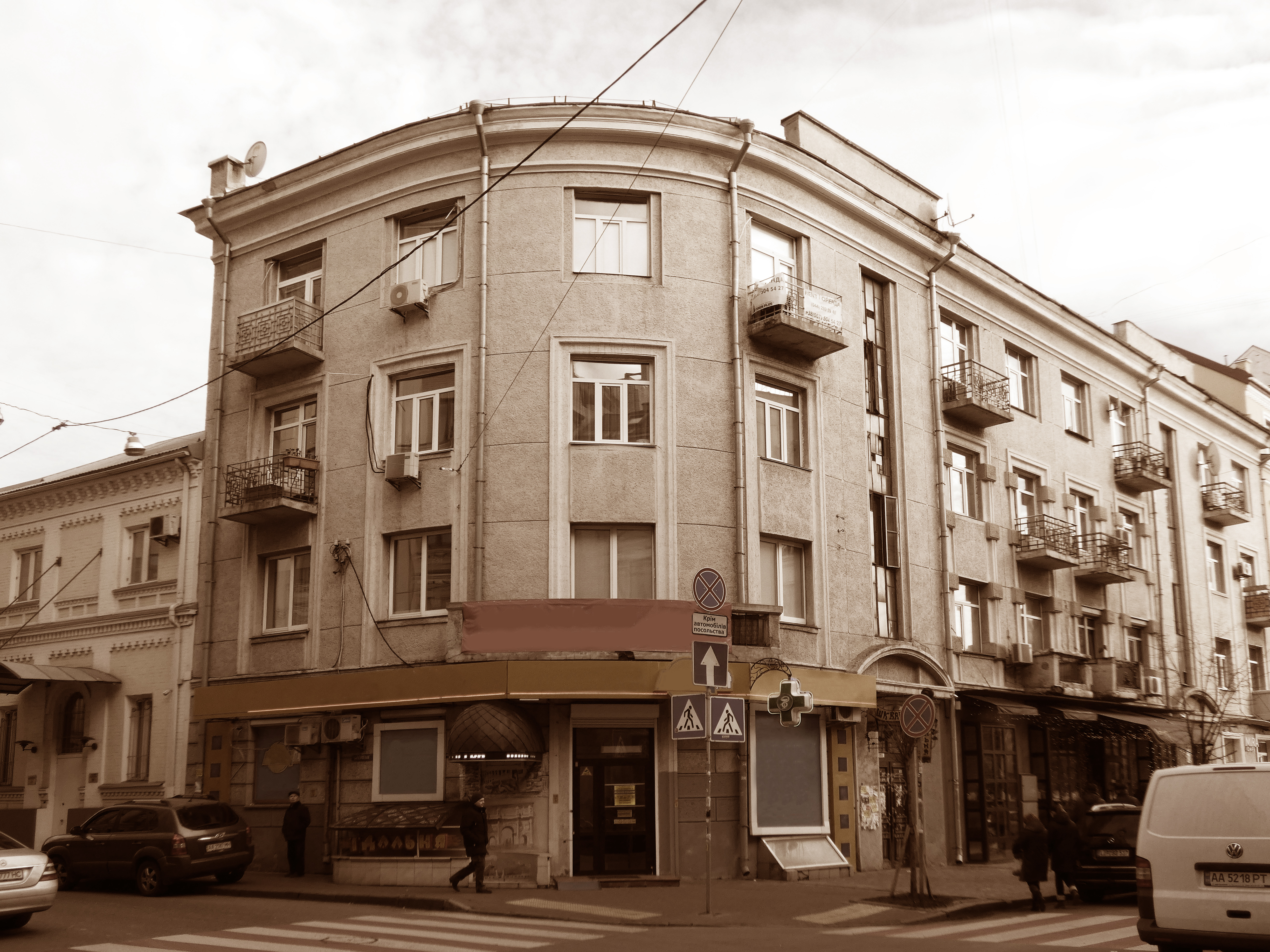
«Дом комитета резервов» на Ярославовому Валу, 20

### Возрождение конструктивизма
После Второй мировой войны произошло возрождение конструктивизма. Советские архитекторы смогли активно приобщиться к изучению и использованию конструктивистского наследия в 1960-х годах во время борьбы с «архитектурными излишествами».

## Критика стиля

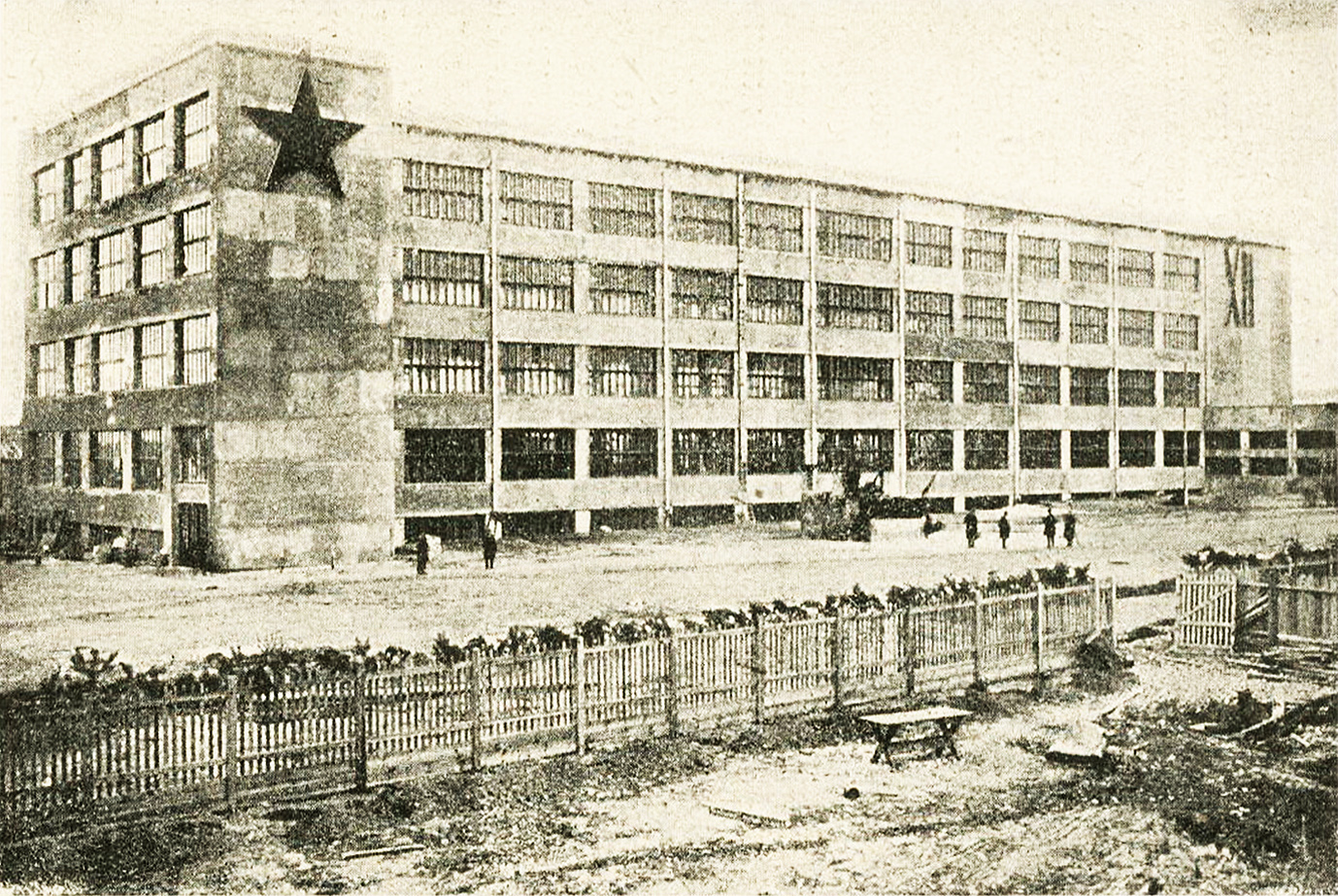
«Коробочная архитектура». «IV обувная» на Куреневке

В начале 1930-х годов конструктивизм, который до того был официальным стилем советской архитектуры, подвергли острой критике, а впоследствии вовсе объявили упадочным и чужим идеалам пролетарского государства.
О тоне тогдашних публикаций можно судить по развернутой в прессе критике архитектурного стиля кинотеатра «Жовтень»: «Здание представляло собой типичный образец коробочной архитектуры… Дом… кинотеатра … был едва ли не самым выразительным в Киеве образцом той убогой, упрощенной архитектуры, которую оставил нам в наследство период конструктивизма. Это было досадное пятно в творческом опыте киевских архитекторов. Фасад дома… скорее напоминал складское помещение, чем кинотеатр».
К беспощадным критикам присоединился архитектор Николай Холостенко, который сам работал в этом стиле. По его мнению, кинотеатр «Жовтень», «Дом учреждений» на «Крещатике, 5, Дом врача», Кресс (1926—1930), IV обувная (1929) и жилой дом Кожевников на Куреневке имеют «уродливый вид», поскольку на них отразились влияния «архитектуры загнившего капитализма и отголоски советского конструктивизма».
В то же время, по сообщениям тогдашних критиков, большое количество тогдашних домов отмечалось чрезвычайно низким качеством, незавершенностью из-за экономии средств и стройматериалов. Как следствие, сооружения теряли свою целостную форму.

## Архитектурный авангард Киева
Под влиянием конструктивистских идей работала целый ряд киевских архитекторов старшего поколения (Павел Алешин, Михаил Аничкин, Александр Вербицкий, Валерьян Рыков и другие) и новой генерации (А. Благодатный, Михаил Гречина, Сергей Григорьев, Дмитрий Дьяченко, Владимир Заболотный, Иосиф Каракис, Георгий Любченко, Нина Манучарова, Всеволод Обремский, В. Онащенко, Павел Савич, Алексей Таций, Николай Холостенко, Н. Черноморенко, Николай Шехонин, Петр Юрченко).
Конструктивизм в Киеве — не настоящий. Дефицит железобетона и других новых материалов побудил архитекторов заменять их на обычный кирпич и затем покрывать фасад штукатуркой «под бетон».
В течение 1920-х — 1930-х годов в Киеве появилось около 150 сооружений в стилистике конструктивизма и постконструктивизма.
Конструктивистские здания благодаря своим архитектурно-композиционным особенностям оказали значительное влияние на формирование архитектурного облика Киева в XX веке. Архитектурный авангард города представлен различными объектами широкого типологического ряда, которые были вписаны в уже сложившуюся историческую застройку.

### Общественные сооружения

#### Железнодорожный вокзал
Вопрос о возведении нового вокзала вместо старого, возведенного ещё в 1869—1870 годах по проекту архитектора Ивана-Фридриха Вишневского, встал на рубеже XIX—XX веков. Среди первых в 1902 год проект подготовил Александр Вербицкий. Но в 1913 году утвердили проект Владимира Щука, который так и не реализовали. Первая мировая война и последующие события затормозили строительство. В 1927 году объявляется новый конкурс. Одной из самых ярких работ был проект вокзала в конструктивистском стиле харьковских конструктивистов Павла Роттерта и Якова Штейнберга. Однако их работу не выбрали. Харьковчане обвинили победителей конкурса Павла Алешина, Александра Вербицкого, а также Дмитрия Дьяченко в архаичности и неэкономичности. После критики назначили второй тур конкурса. В 1928 году Александр Вербицкий подготовил сразу три новых варианта. Его проект вокзала с фасадом в виде огромного портала получил первое место.
В архитектуре нового здания вокзала автор соединил модернизированные традиционные формы украинского барокко с элементами конструктивизма.

#### Пожарное депо окркомхоза

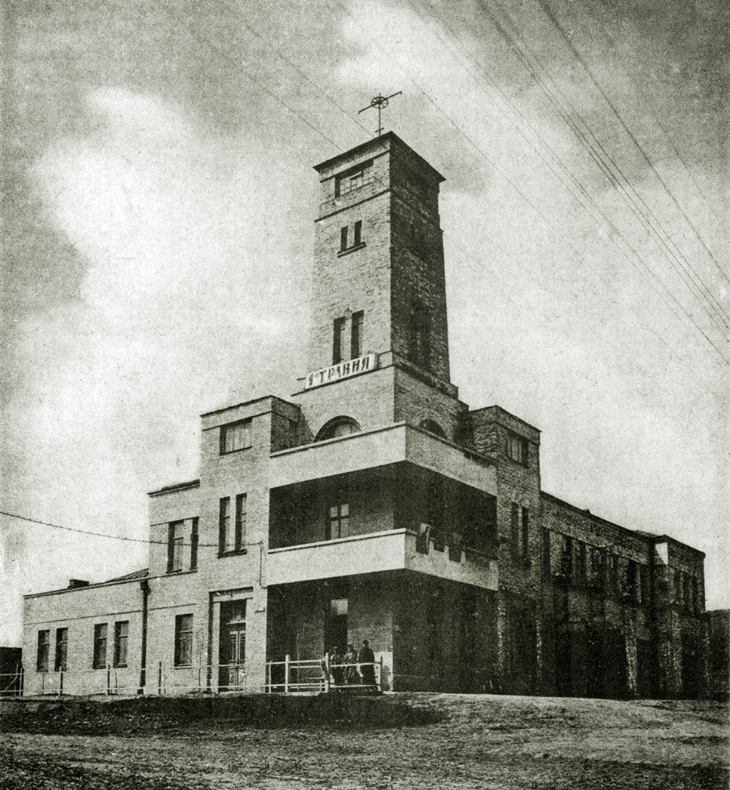
Пожарное депо на улице Рыбалко, 11

Пожарное депо окружного коммунального хозяйства на улицы Рыбалко, 11 — первое сооружение в Киеве в стиле конструктивизма. Возведено в 1926—1927 годах по проекту Михаила Аничкина. До разрушения в 1988 году каланча была самым характерным и важнейшим элементом композиции. Здание депо — заметный образец эстетических поисков в архитектуре Украины в 1920-х годах.

#### Кинофабрика ВУФКУ
Большевистское руководство уделяло значительное внимание развитию кинопроизводства. Фильмы, обязательно цензурированные, должны были играть чрезвычайно важную роль в идеологической работе советского государства. Руководитель советского правительства Владимир Ленин считал необходимым финансировать кинопроизводство и продвигать через кино коммунистические идеи «в массы в городе, а ещё более того в деревне».
В 1925 году, когда опубликовали слова Ленина о том, что «из всех искусств самым важным для нас является кино», Всеукраинское фотокиноуправление (ВУФКУ) объявило конкурс на проект кинофабрики в Киеве. Победила работа Валериана Рыкова. К разработке этого проекта привлекли также студентов архитектурного факультета Киевского художественного института, среди которых был и Павел Савич.
В 1929 году комплекс «украинского Голливуда» ввели в эксплуатацию. Кинофабрика стала одним из лучших примеров конструктивистского стиля в Киеве.

#### Кинотеатр «Жовтень»

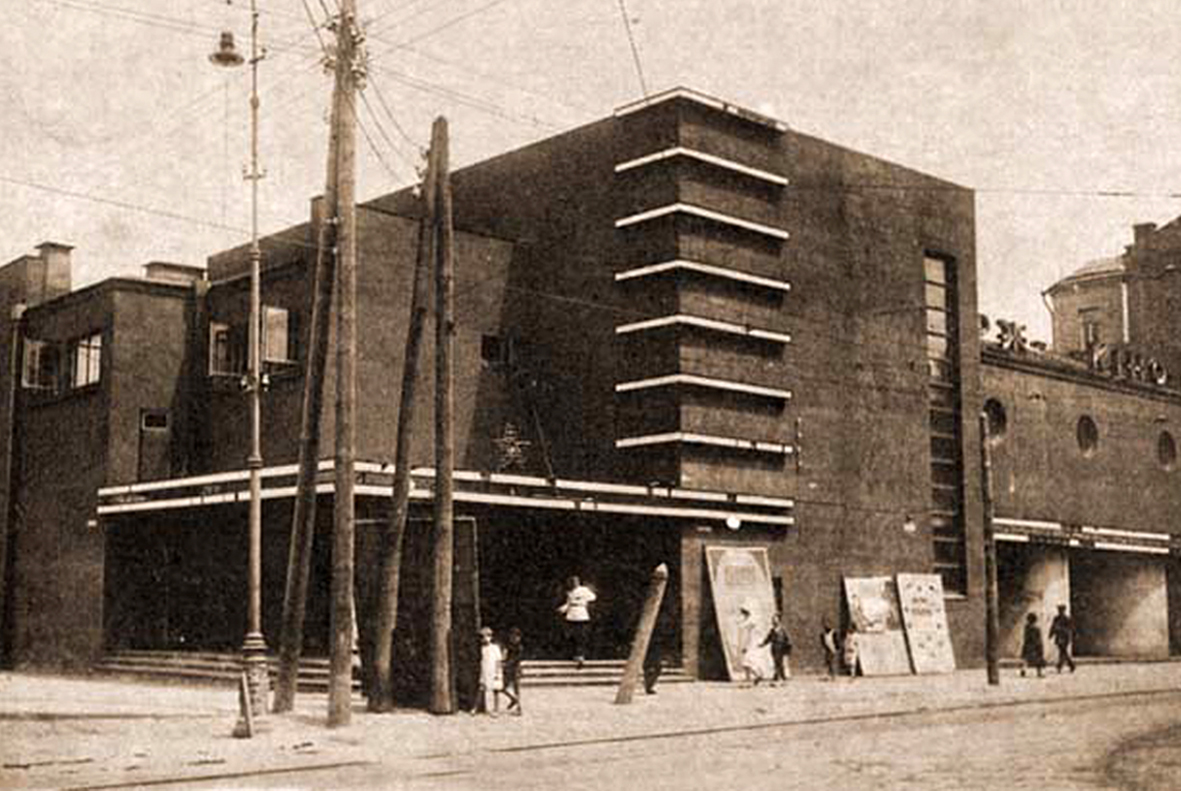
Здание кинотеатра «Жовтень» (1931)

В планах большевистских идеологов кинотеатры должны были быть не столько развлекательными заведениями, сколько ячейками коммунистической пропаганды. Ленин замечал: «Если вы будете иметь хорошую хронику, серьёзные и просветительные картины, то неважно, что для привлечения публики пойдет при этом какая-нибудь бесполезная лента, более или менее обычного типа. Конечно, цензура все-таки нужна. Ленты контрреволюционные и безнравственные не должны иметь место».
О необходимости рабочего кинотеатра на Подоле власти заговорили во второй половине 1920-х годов. В 1928 году проект кинотеатра «Жовтень» разработал Ленинградский автор Ной Троцкий и доработал киевский архитектор Валериан Рыков. Один из редких образцов чистого конструктивизма в Киеве. В те времена сооружение выглядело как проект будущего. Однако киевляне не восприняли конструктивистскую архитектуру здания и насмехались над ним. Тогда пересказывали анекдот, что строители перепутали чертежи и повернули кинотеатр в сторону улицы не передним фасадом, а дворовым с брандмауэром (огнестойкой, кирпичной стеной). И будто архитектор, узнав об этом, покончил с собой.

#### Рабочие клубы
В условиях развития коммунистического государства сформировался запрос на совершенно новую типологию зданий. Вместо храмов, которые на рубеже 1920-х — 1930-х годов массово закрывали и уничтожали, обустраивали рабочие клубы — культурно-образовательные и одновременно пропагандистские центры. Их прототипами были дореволюционные народные дома, а также "красные уголки в цехах фабрик и заводов, призванные содействовать политическому и культурному развитию трудящихся. Агитационно-пропагандистской работой должен был быть охвачен каждый населенный пункт, каждый в нём район и каждое предприятие.
Первые конкурсы на проектирование клубов прошли в крупных промышленных центрах в 1923—1926 годах. Массовое распространение клубного движения в стране пришлось на вторую половину 1920-х годов.
В эти годы открыли целый ряд отраслевых клубов. В Киеве возвели в стиле конструктивизма клуб «Пищевик», клуб завода «Большевик», клуб ОГПУ на Липках.
Клуб « Металлист» (дом культуры завода «Большевик») на проспекте Победы, 38 построен в 1931—1934 годах на средства профсоюза рабочих-металлистов. Дом решен автором проекта Яковом Моисеевичем (Моисеевым) в конструктивистском стиле: с минимальным декором и свободной планировкой и соотношением объёмов сооружения, в частности поперечной апсиды.
Клуб «Пищевик» на Контрактовой площади (ныне Центр искусств «Славутич» и Детский музыкальный театр на Подоле) заказал профсоюз работников мясорыбоконсервной промышленности. В 1930 году архитектор Николай Шехонин спроектировал редкий образец общественного сооружения начала 1930-х годов. Театральный и клубный корпуса на тысячу зрителей в каждом, которые имеют, по определению исследователей, «супрематично прямоугольные очертания», «объединенные шарниром традиционной ротонды под стеклянной крышей» .
Клуб ГПУ на Липской улице, 15/17 построили в 1931 году для сотрудников Государственного Политического Управления Киевской области (с 1954 года — Театр на Липках). Строительство велось «Жилкоопстроем» по проекту Стройбюро ГПУ под руководством архитектора Василия Осьмака. Здание состоит из кубических объёмов, каждый из которых имел функциональное назначение. В них разместили вестибюль, фойе, зрительный и репетиционный залы и т. п. Автор сосредоточил внимание не на декорировании фасада, а на планово-пространственной структуре сооружения. В 1980-х годах по проекту В. Ступникова сооружение реконструировали.
Ещё один клуб ГПУ расположен на углу улиц Богомольца и Филиппа Орлика. Автор проекта также Василий Осьмак. После реконструкции 1987 года потерял свой первоначальный вид.

#### «Дом государственных учреждений»
На Крещатике, 5 чрезвычайно аскетичным обликом выделялся «дом госучреждений» архитектора Николая Шехонина (1929—1931). Его фасад лишь прочерчивали горизонтали ленточных окон. Боковые стены подчеркивались ступенчатыми брандмауэрами. Они завершались вентиляционными дефлекторами системы инженера Дмитрия Григорьевича.

#### «Дом учреждений № 2»
В 1930 году Николай Холостенко и другие архитекторы Киевского филиала Главпроекта разработали проект "дома учреждений № 2 " в конструктивистских формах. Выразительная объемно-пространственная композиция здания состояла из двух соединённых под углом контрастных объёмов. Семиэтажное здание на тогдашней улице Ленина (Богдана Хмельницкого) с закругленной башнеобразной краеугольной частью врезалась в прямоугольное застекленное сооружение на улице Воровского (сейчас Крещатик). Киевские архитекторы почти скопировали проект универмагу во Вроцлаве архитектора Эриха Мендельсона (1927).
В 1933 году планировалось перепрофилировать этот дом в жилой. К тому же было решено разделить здание на два отдельных корпуса на улицах Ленина и Воровского. Первым должны были ввести в эксплуатацию жилой дом на улице Воровского. Но эта программа не была реализована.
После переноса в 1934 году столицы Украины из Харькова в Киев и изменения статуса города, возникла потребность в дополнительных служебных помещениях для учреждений и организаций республиканского уровня. Поэтому работы по возведению дома учреждений возобновили. Отныне в нем планировали разместить государственные издательства Украины. Соответственно дом получил название «Дом книги». Проект был практически полностью реализован — постройка была почти завершена.
Однако в это время произошли изменения в стилевом развитии советской архитектуры и её идейно-смысловому наполнению. Сторонников конструктивизма объявили «буржуазными формалистами». Критики подверглись и архитектурные формы «дома книги». Первоначальное конструктивистское решение признано несовершенным. Недовольство у руководства вызвало также и то, что дом, «врезаясь краешком в тротуар, мешает движению и создает скученность в месте пересечения двух основных магистралей города». Решено было перепрофилировать здание и приспособить его под большое универсальное торговое заведение.
Николай Холостенко, Иосиф Каракис и Лев Киселевич выполнили новый эскизный проект переоформления «Дома книги». Этот проект предусматривал создание только одного главного фасада со стороны улицы Воровского, который на уровне первого-второго этажей членился пилонами с аллегорическими скульптурами. Проект также отклонили, поскольку он не соответствовал поставленным задачам.
По приказу республиканских властей, доведенное до крыши семиэтажное здание снесли, а на его месте построили ЦУМ в стиле ар деко по проекту московских архитекторов.

#### Институты
В течение 1932—1936 годов на тогдашней Виноградной улице, 4 соорудили главный корпус, в котором находились Институт клинической физиологии АН УССР и Институт экспериментальной биологии и патологии Наркомата здравоохранения, объединённые в 1953 году в Институт физиологии имени А. Богомольца. Здание выдержано в конструктивистском стиле с закругленным крылом.
В этот период появляется и другие конструктивистские сооружения. На Воздухофлотском проспекте открыли свои двери новые корпуса Института сахарной промышленности (Киевского технологического института пищевой промышленности).

#### Другие учреждения
В 1929 году Нина Манучарова подготовила проект детского сада завода «Арсенала» (Институтская улица, 28). Завершен в 1933 году.
В 1930 году на месте сухарного завода, разрушенного во время боевых действий в 1920 году, на современной улицы Бориса Гринченко по проекту инженера Куклина возвели трикотажную и швейную фабрику.
В 1934 году введен в эксплуатацию ресторан «Динамо» по проекту архитектора Иосифа Каракиса совместно с Павлом Савичем.
В 1933—1934 годах на улице Митрополита Липковского, 38 возвели Соломенские бани, просуществовавшие до начала ХХІ столетия.
На углу улиц Некрасовской и Винниченко расположена автобаза Совнаркома УССР (впоследствии до 2015 года Кабинета Министров Украины), заметный образец промышленной архитектуры 1935—1936 годов, архитектора Сергея Григорьева. На территории предприятия содержались двухпролетные гаражи на дугообразных фермах на 100 авто, автозаправочная станция с хранилищем горючего, ремонтная мастерская и трехэтажный административно-бытовой корпус.

### Промышленные объекты

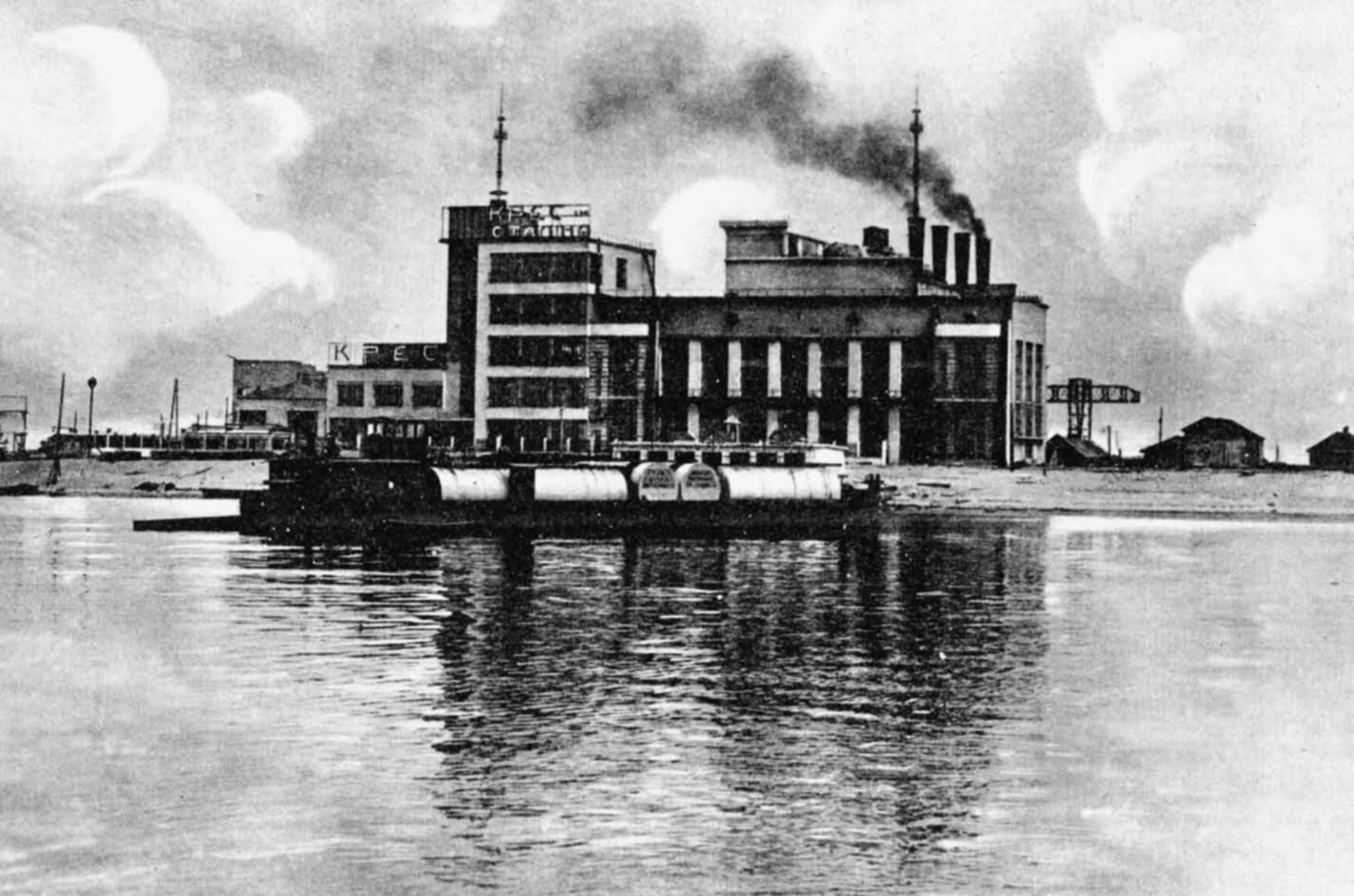
КРЭС в 1930 году

В предыдущую эпоху в индустриальной архитектуре применялись декоративные элементы и неостилей и модерна. На рубеже 1920-х — 1930-х годов промышленные сооружения строились в стиле конструктивизма с его строгой функциональностью.

#### Киевская районная электростанция
В рамках плана по восстановлению разрушенной Гражданской войной экономики на электроэнергетической основе предусматривалось повсеместное возведение электростанций в промышленных центрах, в частности в Киеве.
Киевскую районную электростанцию на Рыбальском полуострове строили в 1926—1930 годах. КРЭС была одним из самых первых значительных промышленных сооружений Киева в стиле конструктивизма.

#### Теплоэлектроцентраль Юго-Западной железной дороги
Киевская теплоэлектроцентраль № 3 построена на Жилянской улице, 85 по проекту московских архитекторов-конструктивистов Андрея Бурова, Михаила Парусникова и Георгия Гольца для обеспечения энергией киевского железнодорожного узла и прилегающих к нему промышленных предприятий, коммунальных и жилых объектов.

#### IV обувная фабрика
Четвертую государственную обувную фабрику построили в 1928—1929 годах на нынешнем проспекте Степана Бандеры, 7 (на Куреневке). Главный корпус, имеющий 4,5 этажа, стал одним из самых первых в Киеве строений, возведенных из железобетона и стекла в сугубо конструктивном стиле.
Неподалеку, напротив Куреневского парка, сооружены кооперативные дома «Кожевник» для работников фабрики. В современную эпоху сооружение после существенной перестройки утратило свой первоначальный вид.

#### Хлебзаводы
В 1932 году на нынешней улице Василия Тютюнника, 39/2 в стиле конструктивизма возвели административное здание хлебзавода № 1 с закругленным лестничным пролётом и сплошным вертикальным остеклением. Сооружение не сохранилось. В стиле постконструктивизма был построен хлебзавод № 4 на Дегтяревской улице.

### Жилые дома
В условиях жесткого жилищного кризиса в 1920—1930-х годах строительство жилья стало возможным благодаря усилиям жилищных кооперативов, получавших государственный заем.
В конце 1920-х годов киевляне по профессиональному признаку (строители, врачи, металлисты, писатели) объединялись в жилищно-строительные кооперативы (ЖСК). Благодаря этому был возведен целый ряд жилых домов: «Арсеналец» на Липках комплекс «Жовтневка» на углу Гоголевской и Винниченко, «Киев-одежда» и «Научный
работник» на противоположных углах перекрестка Банковой и Лютеранской, «Советский врач», «Полиграфист» на Липской, «Ролит», «Сияние» на Костельной, 10, «Пищевик» на углу Большой Васильковской и Деловой, 20/84, «Кожевник» на Кирилловской, 107—109.

#### Дом «Сияние»
Примером ранних жилищных кооперативов в стиле конструктивизма является дом кооператива строителей «Сияние» на Костельной улице, 6, который воздвигли в 1927 году по проекту архитектора Николая Холостенко.
Фасад здания чередуется вертикальными стеновыми поверхностями и узкими и длинными, на всю высоту сооружения, окнами лестничных клеток со сплошным остеклением. Композиция также построена на ритмике оконных проемов и акцентировании ризалитов балконами.
Дом «Сияние» мастерски решен на сложном рельефе в зоне исторической застройки.

#### Дома жилищного кооператива «Советский врач»
В 1928 году киевские медики объединились в кооператив «Советский врач». В 1930 году по проекту Павла Алешина возвели первый «Дом врача» на Большой Житомирской улице, 17/2, который считается одним из лучших жилых домов в стиле конструктивизма в городе.
Второй дом врача архитекторы также планировали возвести в авангардном стиле. Однако из-за негативного отношения власти к этому направлению конструктивистские формы заменили на классическую стилизацию.

#### Жилищный кооператив «Арсеналец»
Новые сооружения возводили на участках, прилегающих к магистралям и инженерным коммуникациям.
В 1928—1930 годах на углу улицы Грушевского и Крепостного переулка соорудили дом «Арсеналец» (№ 28/2) жилищно-строительного кооператива работников завода «Арсенал» (проект Михаила Аничкина и Л. Толтуса). Новые корпуса образовали вдоль улицы и переулка большую ломаную линию. Угловые секции, которые образуют курдонеры, выделяют оригинальную композицию среди застройки района.

#### Жилой комплекс рабочих-металлистов
На углу улиц Митрофана Довнар-Запольского и Коперника появился «дом-блок», жилой комплекс рабочих-металлистов (1927—1929), спроектированный в стиле конструктивизма инженером окружного коммунального хозяйства Михаилом Аничкиным. В комплекс входили четырёхэтажные, расположенные зеркально друг к другу жилые дома № 2/20 и 18, детский сад, клуб и прачечная.

#### «Дом комитета резервов»

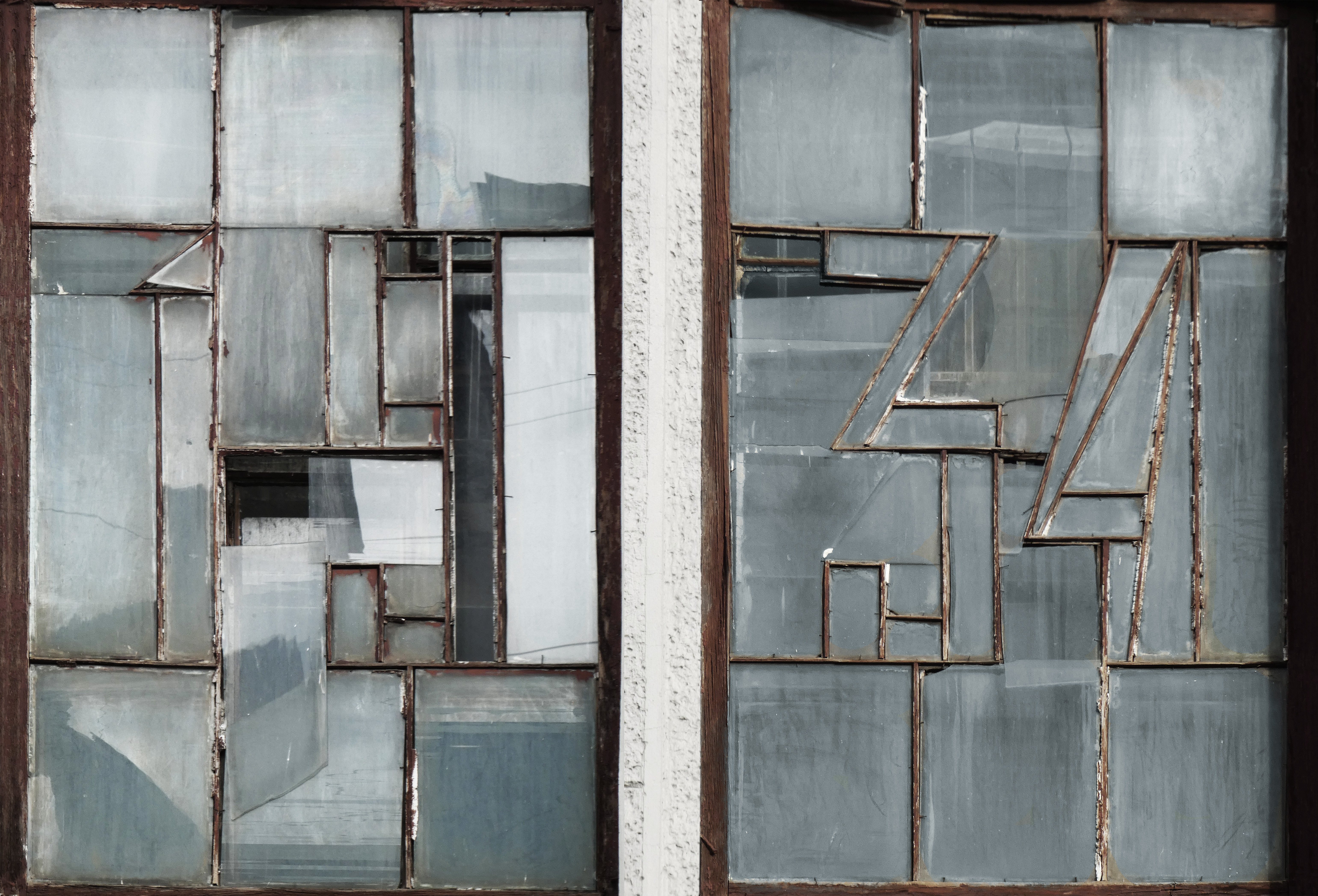
Надпись «1934» на окнах «Дома комитета резервов»

Конструктивистские черты имеет четырёхэтажный дом для сотрудников комитета резервов при Совете труда и обороны на улицы Ярославов Вал, 20. Здание состоит из двух секций: закругленного нарожья и крыла. Корпус вдоль Ярославова вала фланкированный двумя вертикальными полосами сплошь застекленных лестничных клеток. На окнах правого и левого подъездов на уровне третьего этажа вставлены упрощенные витражные элементы в виде цифр «19» и «34», составляющих дату постройки дома.

#### «Кожевник» на Куреневке
Дом «Кожевник» расположен на Кирилловской улице, 107—109, между Кирилловской церковью и Куреневским парком. Архитектура выдержана в аскетической конструктивистской форме.

#### Дом специалистов на Шулявке
Дом специалистов на бывшем Брест-Литовском шоссе, 30 — один из интересных жилых домов, возведенных в Киеве в середине 1930-х годов. Сооружение архитектора Николая Холостенко относится к постконструктивизме. Центральный шестиэтажный ризалит завершает фриз, оформленный 38-метровым барельефом на темы труда и отдыха. Исполнил его коллектив скульпторов под руководством Бернарда Кратка.

#### Дом милиции
В начале 1930-х годов власть изменила свое отношение к конструктивизму. Архитекторы вынуждены были корректировать свои проекты с учётом требований большевистского руководства. В стиле постконструктивизма — переходного этапа от чистого конструктивизма 1920-х годов до сталинского неоклассицизма конца 1930-х — решена архитектура фасадов «Дома милиции» архитектора Павла Савича.
Выразительный силуэт сооружения на возвышении (на углу Круглоуниверситетской улицы и Крутого спуска) стал одним из акцентов застройки улиц.

#### Дом работников завода «Транссигнал»
Дом работников завода «Транссигнал» на углу улиц Петлюры и Назаровской возведен по проекту Алексея Тация в стиле постконструктивизма. Здание стало ярким примером сочетания конструктивистских и модернизированных неоклассических форм.

#### Жилой дом рабочих «Укрмясотреста»
Жилой дом рабочих «Укрмясотреста» 1936 года на Костельной улице, 10 — пример переходного строительства. Проект разработал архитектор Михаил Гречина. Архитектурная критика одобрительно восприняла отказ автора от чистого конструктивизма с его строгой функциональностью и упрощенными формами, которые обедняют пластическое искусство, в пользу принципов ордерной композиции для придания зданию более эстетичного вида. С помощью лаконичных монументально трактованных форм удалось, как писали в тогдашней прессе, создать сильный образ, который отвечал бы величию тогдашней эпохи.

#### Жилой дом «Ролит»
Киевские писатели по примеру харьковских коллег, которые в 1928 году построили дом «Слово», объединились в жилищно-строительный кооператив «рабочий литературы» («Ролит»). Место под строительство выбрали на углу современных улиц Хмельницкого и Коцюбинского.
«Ролит» спроектировали Василий Кричевский совместно со своим учеником Петром Костырко в стиле конструктивизма с характерным для него цилиндрическим нарожьем (не реализован). Однако дом трудно назвать аскетичным. Каждый житель имел отдельную квартиру на несколько комнат, со всеми бытовыми удобствами и персональным телефоном. Это требовало значительных затрат. А поскольку средств не хватало, строительство время от времени замораживали. Конструктивистским остался корпус вдоль улицы Коцюбинского, который построили в течение 1931—1934 годов. Корпус вдоль улицы Хмельницкого возвели в течение 1936—1939 годов по проекту Николая Сдобнева уже в стиле советского неоклассицизма.

## Утраты
Первым разрушенным конструктивистским зданием стал "Дом учреждений № 2 " на Крещатике. Его даже не успели ввести в эксплуатацию. Власти приказали снести сооружение и на его месте возвести новое в стиле ар деко.
Несколько произведений конструктивизма были разрушены во время Великой Отечественной войны. В это время разрушили корпуса завода «Большевик» (1929—1932). После разрушений в центре Киева в сентябре 1941 года погиб жилой дом рабочих кожевенной промышленности (1932) и дом обороны (1935—1936) на нынешнем Крещатике. От конструктивистских сооружений на Дарнице, большинство которых уничтожили в 1943 году, осталось несколько: административное здание № 9 на углу Бориспольской и Приколейной улиц, жилой дом Дарницкого вагоноремонтного завода на улице инженера Бородина и полуразрушенный дом на Алма-Атинской улице, 115 (поселок ДВРЗ). В 1943 году разбомбили корпуса Киевского технологического института пищевой промышленности на Воздухофлотском проспекте.
В 1950-х годах во время строительства Шулявского путепровода снесли конструктивистский дом с гастрономом.
Летом 2004 года разобрали часть «Здания государственных учреждений» на Крещатике, 5.
В 2007 году снесли административные здания на улице Вадима Гетьмана на Шулявке и Голосеевском проспекте на Демеевке.
Разрушили конструктивистские здания хлебозаводов № 1 и 4.
Зимой 2016—2017 годов снесли Соломенские бани (1933—1934) на улице Митрополита Липковского, 38.
Кроме того, подавляющее большинство уцелевших памятников конструктивизма искажены позднейшими реконструкциями.

## Комментарии
1. ↑  На Западе этот стиль известен как ар деко